# Lucy Alves & Clã Brasil no Forró do Seu Rosil
Lucy Alves & Clã Brasil no Forró do Seu Rosil é um álbum da cantora Lucy Alves e do grupo Clã Brasil, lançado em 2015 pela Biscoito Fino. O trabalho é uma homenagem ao centenário do compositor Rosil Cavalcanti. Todas as onze canções possuem composição de Rosil, exceto as três inéditas que possuem letra do compositor e foram musicadas por Badu Alves.
O álbum foi indicado em 2016 a Melhor Álbum de Músicas de Raízes Brasileiras no 17.º Grammy Latino.

## Faixas
Todas as letras escritas por Rosil Cavalcanti, todas as músicas compostas por Rosil Cavalcanti exceto faixas 8, 9 e 10 que possuem melodia de Badu Alves.
| N.º            | Título                   | Duração |  |
| 1.             | "Aquarela Nordestina"    | 3:51    |  |
| 2.             | "Tropeiros da Borborema" | 2:56    |  |
| 3.             | "O Véio macho"           | 2:27    |  |
| 4.             | "Forró na gafieira"      | 2:29    |  |
| 5.             | "Sebastiana"             | 2:50    |  |
| 6.             | "Coco do norte"          | 2:39    |  |
| 7.             | "A Festa do Milho"       | 1:43    |  |
| 8.             | "Coco x Baião" (inédita) | 2:38    |  |
| 9.             | "Gibão" (inédita)        | 3:02    |  |
| 10.            | "Tambaú" (inédita)       | 1:58    |  |
| 11.            | "Assunto novo"           | 2:11    |  |
| Duração total: | Duração total:           | 28:44   |  |